# Дубяго (лунный кратер)
Кратер Дубяго (лат. Dubyago) — крупный древний ударный кратер на юго-восточной границе Моря Волн на видимой стороне Луны. Название присвоено в честь русского астронома Дмитрия Ивановича Дубяго (1850—1918) и его сына, советского астронома Александра Дмитриевича Дубяго (1903—1959); утверждено Международным астрономическим союзом в 1964 г. Образование кратера относится к нектарскому периоду.

## Описание кратера

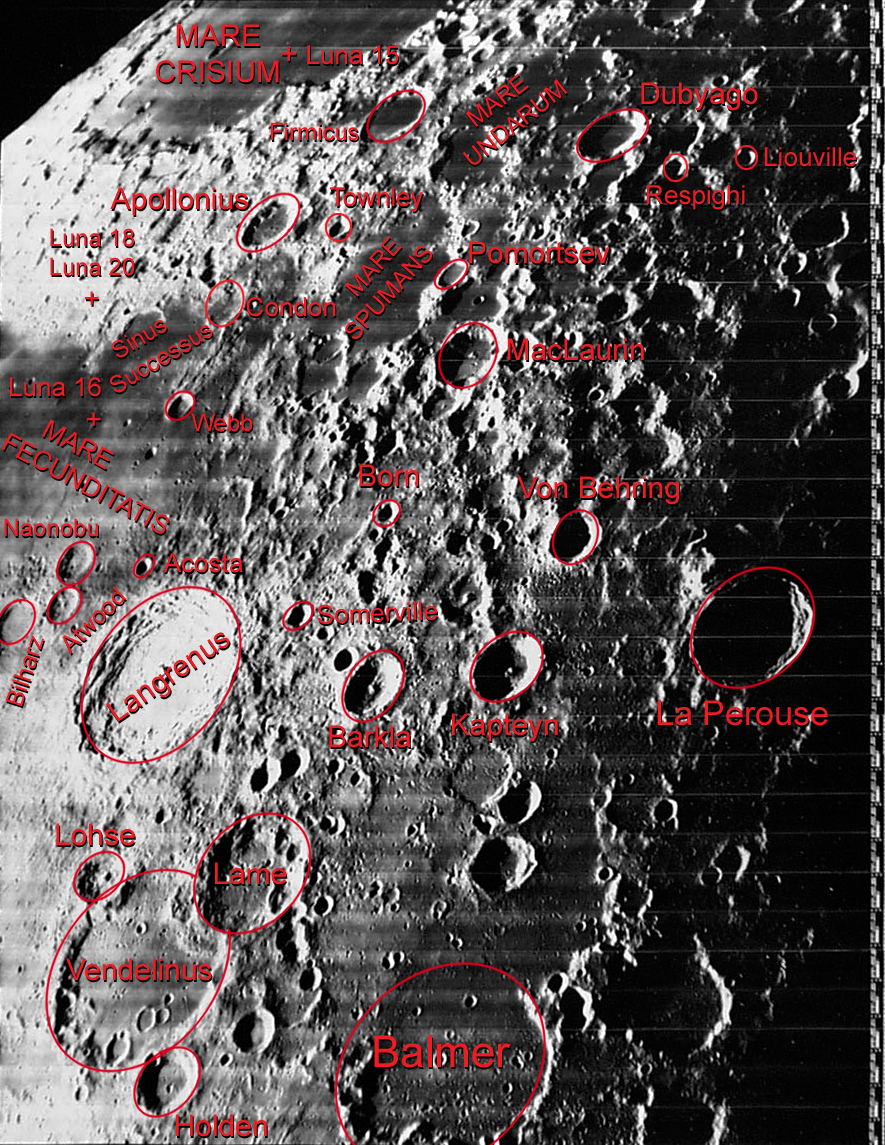
Снимок Lunar Orbiter - IV.

Ближайшими соседями кратера являются кратеры Фирмик, Ван Альбада и Крог на северо-востоке; кратер Кондорсе на севере; кратер Боэций на северо-востоке; кратер Респиги на юго-востоке и кратер Стюарт на юго-западе. На востоке от кратера лежит Море Смита, на юго-западе Море Пены. Селенографические координаты центра кратера 4°23′ с. ш. 69°57′ в. д. / 4,38° с. ш. 69,95° в. д., диаметр 48,1 км, глубина 2,7 км.
Кратер имеет полигональную форму и значительно разрушен за время своего существования. Вал сохранил острую кромку в западной части, сглажен и отмечен несколькими кратерами в восточной части. Наименьшую высоту вал имеет в северной части, достигая максимальной высоты в восточной части. К южной части вала примыкает сателлитный кратер Дубяго B (см. ниже). Внутренний склон вала сохранил остатки террасовидной структуры. Высота вала над окружающей местностью достигает 1130 м , объем кратера составляет приблизительно 2 100 км³. Дно чаши кратера затоплено базальтовой лавой и имеет низкое альбедо, такое же как и у Моря Волн.
До получения собственного наименования в 1964 г. кратер Дубяго именовался сателлитным кратером Непер A. В старых публикациях встречается латинское написание Dubiago, в отличие от принятого в настоящее время Dubyago. 

## Сателлитные кратеры

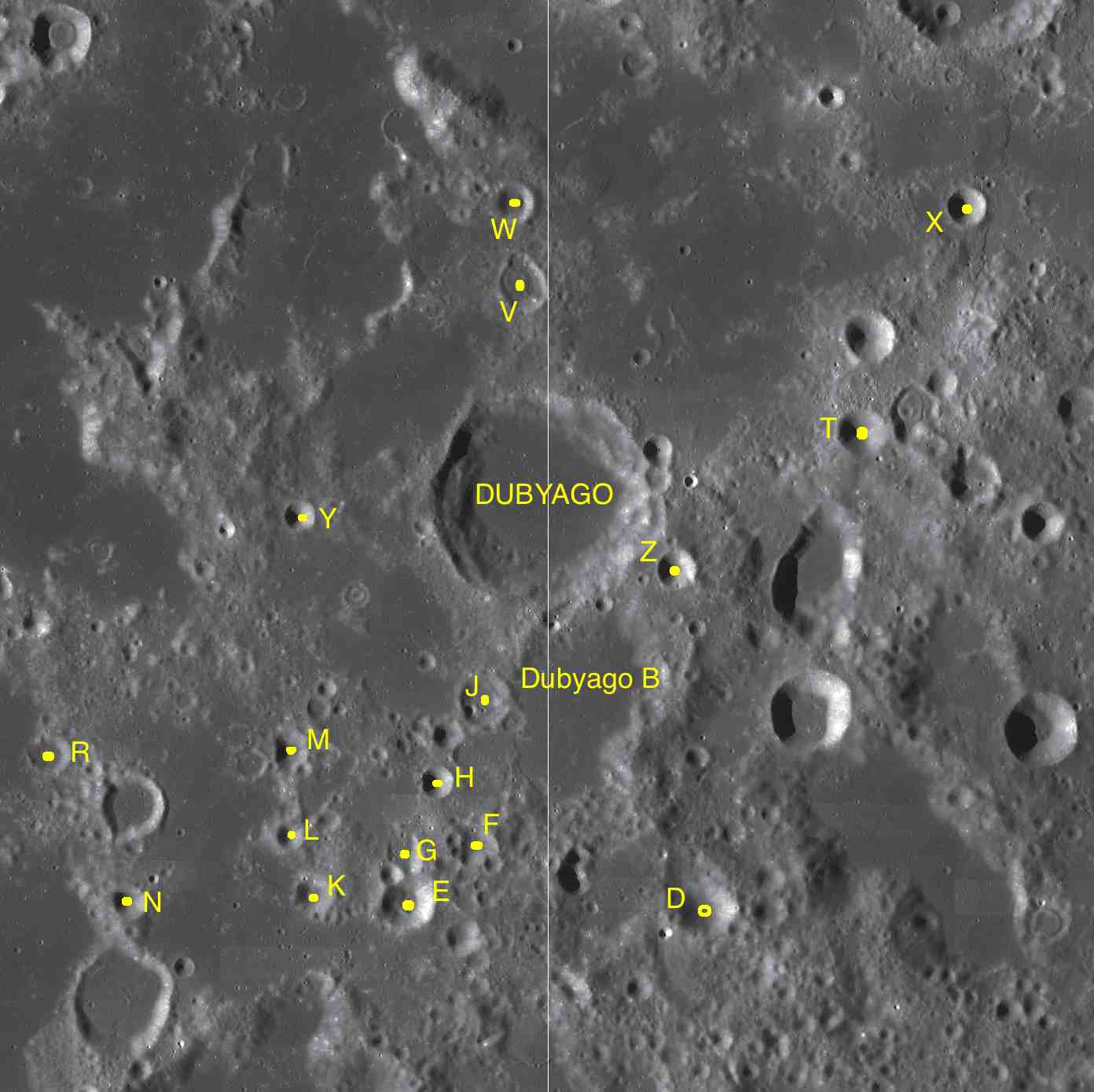
Фрагменты карт LAC-62, LAC-63.

| Дубяго | Координаты                                          | Диаметр, км |
| ------ | --------------------------------------------------- | ----------- |
| B      | 3°05′ с. ш. 70°18′ в. д. / 3,08° с. ш. 70,3° в. д.  | 34          |
| D      | 1°28′ с. ш. 71°07′ в. д. / 1,46° с. ш. 71,12° в. д. | 14,1        |
| E      | 1°28′ с. ш. 68°58′ в. д. / 1,47° с. ш. 68,97° в. д. | 12,6        |
| F      | 1°53′ с. ш. 69°26′ в. д. / 1,89° с. ш. 69,43° в. д. | 9,9         |
| G      | 1°50′ с. ш. 68°57′ в. д. / 1,84° с. ш. 68,95° в. д. | 7,6         |
| H      | 2°20′ с. ш. 69°11′ в. д. / 2,33° с. ш. 69,19° в. д. | 6,9         |
| J      | 2°55′ с. ш. 69°31′ в. д. / 2,92° с. ш. 69,52° в. д. | 11,7        |
| K      | 1°31′ с. ш. 68°19′ в. д. / 1,51° с. ш. 68,31° в. д. | 8,6         |
| L      | 1°56′ с. ш. 68°07′ в. д. / 1,94° с. ш. 68,12° в. д. | 6,1         |
| M      | 2°34′ с. ш. 68°07′ в. д. / 2,56° с. ш. 68,12° в. д. | 8,7         |
| N      | 1°28′ с. ш. 66°58′ в. д. / 1,46° с. ш. 66,96° в. д. | 7,2         |
| R      | 2°31′ с. ш. 66°23′ в. д. / 2,52° с. ш. 66,39° в. д. | 9,1         |
| T      | 4°52′ с. ш. 72°16′ в. д. / 4,87° с. ш. 72,27° в. д. | 10,7        |
| V      | 5°53′ с. ш. 69°49′ в. д. / 5,89° с. ш. 69,81° в. д. | 11          |
| W      | 6°31′ с. ш. 69°44′ в. д. / 6,51° с. ш. 69,74° в. д. | 8,9         |
| X      | 6°30′ с. ш. 73°02′ в. д. / 6,5° с. ш. 73,03° в. д.  | 8,4         |
| Y      | 4°14′ с. ш. 68°11′ в. д. / 4,24° с. ш. 68,19° в. д. | 6,9         |
| Z      | 3°53′ с. ш. 70°56′ в. д. / 3,89° с. ш. 70,93° в. д. | 8,8         |

## См.также
- Список кратеров на Луне
- Лунный кратер
- Морфологический каталог кратеров Луны
- Планетная номенклатура
- Селенография
- Минералогия Луны
- Геология Луны
- Поздняя тяжёлая бомбардировка